# Peter Bouckaert
Pour les articles homonymes, voir Bouckaert.
Peter Bouckaert, né le 2 mai 1969, est un producteur de cinéma belge pour Eyeworks.

## Filmographie
- 2005 : Le Cheval de Saint Nicolas
- 2006 : Windkracht 10: Koksijde Rescue
- 2007 : Blind
- 2007 : Ben X
- 2007 : Mais où est le cheval de Saint Nicolas ?
- 2007 : Missing Persons Unit (Vermist), film de Jan Verheyen
- 2008-2012 : Urgence disparitions (Vermist) (série TV, 31 épisodes)
- 2008 : Los
- 2009 : Sœur Sourire
- 2009 : Dossier K.
- 2010 : Oud België (série TV)
- 2010 : Zot van A.
- 2010-2011 : Dubbelleven (série TV, 13 épisodes)
- 2011 : Tête de bœuf
- 2011 : Swooni
- 2011 : Het goddelijke monster (série TV)
- 2011-2012 : Rang 1 (série TV, 13 épisodes)
- 2012 : Le Sac de farine
- 2012 : À tout jamais (Tot altijd)
- 2012 : The Making of 'Tot altijd'
- 2013 : &Me
- 2013 : Marina
- 2013 : Le Verdict (Het vonnis)
- 2013 : Eigen Kweek (série TV)
- 2013 : Finn
- 2013 : À tort ou à raison (série TV)
- 2013-2014 : De Ridder (série TV, 26 épisodes)
- 2014 : Le Traitement (De behandeling)
- 2014 : Cordon (série TV)
- 2014 : Deux jours, une nuit
- 2014 : Labyrinthus
- 2014 : Wonderbroeders
- 2014 : Image
- 2014 : Brabançonne
- 2015 : Lee & Cindy C.
- 2015 : Galloping Mind
- 2015 : Schone handen
- 2015 : Les Ardennes  (D'Ardennen)
- 2015 : De Bunker (série TV)
- 2015 : Altijd Prijs (série TV)
- 2016 : The Land of the Enlightened
- 2016 : Au-delà des nuages (Achter de wolken)
- 2016 : La Fille inconnue
- 2016 : Le Passé devant nous
- 2017 : Dode Hoek
- 2017 : Zie Mij Graag (série TV)
- 2017 : Le Fidèle
- 2017 : Double Face (Het tweede gelaat) de Jan Verheyen

Prochainement
- 2017 : De Infiltrant (série TV)
- Everybody Happy

## Récompenses et distinctions
- 2011 : Austin Fantastic Fest : prix Next Wave
- 2015 : Zagreb Film Festival (en) : prix du public pour De behandeling (Le Traitement)